# Романцов, Иван Данилович
Ива́н Дани́лович Романцо́в (24 августа 1903, Москва — 26 апреля 1978, Ленинград) — советский военный деятель, генерал-майор (1943 год).

## Биография
Иван Данилович Романцов родился 24 августа 1903 года в Москве.

### Гражданская война
В марте 1920 года был призван в ряды РККА и был зачислен красноармейцем в 5-й запасной стрелковый полк. В этом же месяце был направлен на учёбу на 2-е Московские пехотные курсы, по окончании которых в 1922 году был переведён в Высшую тактико-стрелковую школу комсостава РККА им. Коминтерна. Будучи курсантом, Романцов воевал на Южном фронте против войск под командованием генерала П. Н. Врангеля.
В июне 1922 года был назначен на должность командира взвода в 7-м Туркестанском и 1-м Казанском стрелковых полках, в составе которых участвовал в боях против басмачества в Восточном Казахстане.

### Межвоенное время
В ноябре 1926 года был назначен на должность командира взвода полковой школы в 4-м Башкирском территориальном полку, в октябре 1927 года — на должность заведующего саперно-маскировочным обучением 10-го отдельного территориального стрелкового батальона, а в апреле 1929 года — на должность помощника командира и командир роты 100-го стрелкового полка. С октября 1931 года служил в 255-м стрелковом полку исполняющим должность помощника начальника штаба полка, для поручений при помощнике командира полка по материально-техническому обеспечению, а с апреля 1932 года — на этой же должности в 254-м стрелковом полку.
В феврале 1935 года был назначен на должность помощника начальника, а затем — на должность начальника 257-го участка военно-строительных работ Приволжского военного округа, в июне 1937 года — на должность начальника 4-го и 6-го отделений строительного отдела этого округа, а в июне 1938 года — на должность помощника командира по материально-техническому обеспечению 256-го стрелкового полка 86-й стрелковой дивизии Приволжского военного округа.
В апреле 1939 года был направлен служить в 1-ю Отдельную Краснознаменную армию, где исполнял должность помощника командира 162-го стрелкового полка по строевой части и начальника штаба 1-й горнострелковой бригады.
В марте 1941 года был назначен на должность начальника штаба 203-й стрелковой дивизии Уральского военного округа. В мае того же года дивизия была передислоцирована в Прибалтийский военный округ, где расформирована и обращена на формирование 5-го воздушно-десантного корпуса, а Романцов был назначен на должность начальника штаба 46-го Тельшайского укреплённого района Прибалтийского военного округа.

### Великая Отечественная война
В начале Великой Отечественной войны Романцов находился на той же должности на Северо-Западном фронте. Принимал участие в приграничном сражении в Прибалтике.
В июле 1941 года был назначен на должность начальника штаба, а затем — на должность командира 48-й стрелковой дивизии, ведшей ожесточённые бои на подступах к Ораниенбауму. С октября 1941 года командовал 10-й стрелковой дивизией, которая вела оборону в районе Петергофа. Во второй половине октября дивизия была передислоцирована в Ленинград, а затем в район Невской Дубровки, где оборонялась до марта 1942 года в составе Невской оперативной группы. В марте 1942 года дивизия была выведена в резерв Ленинградского фронта, а в июне была передислоцирована на Карельский перешеек, где была включена в состав 23-й армии.
В феврале 1943 года был назначен на должность командира 142-й стрелковой дивизии (67-я армия, Ленинградский фронт), успешно действовавшей операции «Искра» по прорыву блокады Ленинграда, за что Романцов был награждён орденом Красного Знамени. С декабря 1943 года командовал 64-й гвардейской стрелковой дивизией (42-я армия, Ленинградский фронт). В январе 1944 года дивизия принимала участие в ходе прорыва обороны противника в районе Пулковских высот и освобождении города Красное Село, за что ей было присвоено почетное наименование «Красносельская». В июне 1944 года дивизия была включена в состав 21-й армии и вскоре приняла участие в прорыве обороны противника на Карельском перешейке и освобождении городов Выборг и Кирка-Кивенапа. В августе дивизия участвовали в ходе прорыва обороны противника в районе Тарту и освобождении Эстонии, в ноябре 1944 года дивизия при поддержке КБФ завершила освобождение острова Сааремаа. В декабре 1944 года был назначен на должность командира 6-го стрелкового корпуса (8-я армия, Ленинградский фронт).

### Послевоенная карьера
С февраля 1946 года генерал-майор Иван Данилович Романцов находился на учёбе в Высшей военной академии имени К. Е. Ворошилова, по окончании которой в мае 1948 года был назначен на должность командира 128-го стрелкового корпуса (Белорусский военный округ), в сентябре 1949 года — на должность командира 9-го стрелкового корпуса (Группа советских войск в Германии), в ноябре 1951 года — на должность помощника командующего 3-й армией, а в августе 1952 года — на должность помощника командующего войсками Северо-Кавказского военного округа.
В октябре 1953 года генерал-майор Иван Данилович Романцов вышел в запас. Умер 26 апреля 1978 года в Ленинграде, похоронен на Стрельнинском кладбище.

## Награды
- Орден Ленина;
- Пять орденов Красного Знамени;
- Орден Суворова 2 степени;
- Орден Александра Невского;
- Медали.